# Corylus yunnanensis
Corylus yunnanensis är en björkväxtart som först beskrevs av Adrien René Franchet, och fick sitt nu gällande namn av Aimée Antoinette Camus. Corylus yunnanensis ingår i släktet hasslar, och familjen björkväxter. Inga underarter finns listade.